# Chthonopes jaegeri
Espèce
Chthonopes jaegeri est une espèce d'araignées aranéomorphes de la famille des Theridiosomatidae.

## Distribution
Cette espèce est endémique du Laos.

## Étymologie
Cette espèce est nommée en l'honneur de Peter Jäger.

## Publication originale
- Wunderlich, 2011 : Extant and fossil spiders (Araneae). Beiträge zur Araneologie, vol. 6, p. 1-640.